# Kylee meets 亡念のザムド
「Kylee meets 亡念のザムド」は、アメリカ出身の女性歌手Kyleeとアニメ制作会社BONESとのコラボレーション企画EP。

## 概要
日本での音楽活動を2008年からスタートしたアメリカ・アリゾナ州出身のKyleeとネット配信により日米での公開となったBONES制作アニメ『亡念のザムド』による期間限定生産のコラボレーション企画EP。
収録楽曲がすべて『亡念のザムド』で使用されるという異例の全曲タイアップとなっている。
作詞はすべてKylee本人が担当している。

## 収録曲
| 全作詞: Kylee。 |                           |           |               |      |
| #               | タイトル                  | 作詞      | 作曲・編曲    | 時間 |
| 1.              | 「VACANCY」               | Kylee     | Nature Living | 4:35 |
| 2.              | 「Just Breathe」          | Kylee     | masasucks     | 3:11 |
| 3.              | 「Over U」                | Kylee     | masasucks     | 4:35 |
| 4.              | 「VACANCY」(TV SIZE)      | Kylee     |               | 1:33 |
| 5.              | 「Just Breathe」(TV SIZE) | Kylee     |               | 1:32 |
| 6.              | 「Over U」(TV SIZE)       | Kylee     |               | 1:30 |
| 合計時間:       | 合計時間:                 | 合計時間: | 16:56         |      |